# Marsha Thomason
Pour les articles homonymes, voir Thomason.
Marsha Thomason est une actrice anglaise, née le 19 janvier 1976 à dans le quartier de Moston à Manchester, Angleterre.

## Biographie
Marsha Thomason débute dans un théâtre près de Manchester à 12 ans, et se retrouve à la télévision britannique à partir de 1993 dans le téléfilm Safe. Après un rôle de figuration dans le long métrage Priest (1994), elle joue en 1996 dans un épisode de la mini-série Suspect numéro 1 puis dans le téléfilm Brazen Hussies. L'année suivante, elle tient des seconds rôles réguliers dans trois séries : Pie in the Sky (en), Playing the field et Where the Heart Is. Après un rôle dans la série anglaise Burn It en 2003, elle joue la même année dans Las Vegas où elle s'occupe des tables de jeu du casino d'Ed Deline (James Caan) pendant 2 saisons. En 2007 elle apparaît dans le rôle de Naomi dans la série Lost.
Elle apparaît également dans la série Life (saison 2 épisode no 3) aux côtés de Damian Lewis.
En 2009, elle obtient un rôle dans la série FBI : Duo très spécial.
Le 5 avril 2009, elle se marie avec Craig Sykes, un technicien, à Malibu, en Californie. Ils ont une fille, Tallulah Anaïs, née le 12 juin 2013.

### Carrière
Elle apparaît pour la première fois dans une production américaine en 2001 avec le premier rôle féminin aux côtés de Martin Lawrence dans Le Chevalier Black. Elle accompagne un an plus tard Keira Knightley dans le film indépendant Pure, puis en 2003 devient l'épouse d'Eddie Murphy dans la comédie fantastique Le Manoir hanté et les 999 Fantômes et dans la même année elle décroche le rôle de Nessa Holt dans la série Las Vegas. Mais au bout de 2 saisons elle décide de quitter la série. Elle intégrera le casting de la série Lost à la fin de la saison 3 dans le personnage de Naomi Dorrit. En 2021, elle obtient le premier rôle dans la troisième saison de la série The Bay.

## Filmographie

### Cinéma
- 1994 : Prêtre (Priest) : une nurse
- 2001 : Le Chevalier Black (Black Knight) : Victoria la femme de chambre/Nicole
- 2002 : Long Time Dead : Lucy
- 2002 : Pure : Vicki
- 2003 : Le Manoir hanté et les 999 Fantômes (The Haunted Mansion) : Sara Evers
- 2004 : My Baby's Daddy : Brandy
- 2005 : The Nickel Children : Beatrice
- 2006 : The Package (Court-métrage) : Melissa
- 2006 : Caffeine : Rachel
- 2006 : The Tripper : Linda
- 2006 : The Fast One (court-métrage) : Lucy
- 2007 : LA Blues : Carla
- 2009 : Bleu d'enfer 2 (Into the Blue 2: The Reef) : Azra

### Télévision
- 1993 : Screenplay (série télévisée) : Wendy
- 1996 : Prime Suspect 5: Errors of Judgment (téléfilm) : Janice Lafferty
- 1997 : Pie in the Sky (en) (série télévisée) : Sally
- 1998-1999 : Where the Heart Is (série télévisée) : Jacqui Richards
- 1998-2000 : Playing the field (série télévisée) : Sharon Pearce
- 1999 : Petites histoires entre amants (Love in the 21st Century) (série télévisée) : Louise
- 2001 : Table 12 (série télévisée) : Denie
- 2001 : Swallow (mini-série) : Tina Harford
- 2003 : Burn It (série télévisée) : Tina
- 2003-2005 : Las Vegas (série télévisée) : Nessa Holt
- 2007 : Cane (série télévisée) : Miranda Sanfilipino
- 2007-2009 : Lost (série télévisée) : Naomi Dorrit
- 2008 : Life (série télévisée) : Saison 2 épisode 3 "L'homme de glace" Jill Abraham
- 2008-2009 : Easy Money (série télévisée) : Julia Miller
- 2009-2010 : Championnes à tout prix (Make It or Break It) (série télévisée) : MJ Martin
- 2009 : Hôpital central (General Hospital) (série télévisée) : Gillian Carlyle
- 2009-2014 : FBI : Duo très spécial (White Collar) (série télévisée) : Diana Barrigan
- 2011 : 2 Broke Girls (série télévisée) : Cashandra
- 2013 : Men at Work (série télévisée) : Selena
- 2017 : Ncis Los Angeles (série télévisée) : Saison 8 Episode 16 : Secret Service Special Agent Nicole Dechamps
- 2017 : Good Doctor (série télévisée) : Saison 1 épisode 9 : Dr Isabel Barnes-Andrews
- 2017 : SEAL Team (série télévisée) : Sergent Vanessa Ryan
- 2021 : The Bay (série télévisée) : Saison 3 : Jenn Townsend

### Jeux vidéo
- 2012 : Hitman: Absolution : Diana Burnwood

## Voix françaises
- Laura Zichy[2] dans :
  - Bones
  - FBI : Duo très spécial
  - 2 Broke Girls
  - NCIS : Los Angeles
  - Better Things
  - SEAL Team
- Delphine Braillon[2] dans :
  - Bleu d'enfer 2 : Le Récif
  - Messiah
  - Lost : Les Disparus
  - Life
  - Safe House
- Annie Milon[2] dans Le Chevalier Black
- Catherine Le Hénan dans Le Manoir hanté et les 999 Fantômes
- Olivia Dalric[2] dans Las Vegas
- Delphine Moriau dans Championnes à tout prix
- Armelle Gallaud[2] dans Good Doctor